# Lonchaea longistyla
Lonchaea longistyla är en tvåvingeart som beskrevs av Korytkowski 1971. Lonchaea longistyla ingår i släktet Lonchaea och familjen stjärtflugor.
Artens utbredningsområde är Peru. Inga underarter finns listade i Catalogue of Life.